# 出道
出道，演藝界術語，是指在演艺界、文坛、舞台等藝術工作者以新人的姿态登场。反义词是引退。

## 其他用法
此外，在惡俗維基中，個人隱私被該網站公開發佈也被稱為出道。